# Tělní buňka
Tělní buňka (somatická buňka) je termín pro všechny buňky v organismu vyjma pohlavních buněk. U savců se tedy tělní buňkou z definice rozumí všechny buňky těla vyjma spermií a vajíček.